# Laura Piranesi
Laura Piranesi, född omkring 1755 i Rom i Italien, död 1785 i Rom, var en italiensk grafiker och tecknare. Hon var dotter till den italienska konstnären, grafikern och arkitekten Giovanni Battista Piranesi.

## Biografi
Laura Piranesi var dotter till Giovanni Battista Piranesi och Angela Pasquini, hon var Piranesis förstfödda dotter och hon var hans elev. Hon var äldre syster till Francesco Piranesi (1756-1810) och Pietro Piranesi (född 1758/59). Även bröderna var kopparstickare och lärjungar till fadern. Hon undervisades av sin far tillsammans med sin bror Francesco. Hon gjorde etsningar med utsikt över Rom efter mallar av fadern. Laura Piranesi och hennes båda bröder hjälpte alla fadern i hans arbete och efter hans död fortsatte de hans publikationer i både Rom och Paris. År 1775 graverade Francesco både sina egna verk och assisterade sin far i hans arbete. År 1785, vid tiden för sin tidiga död, var Laura också en känd gravör, hon blev endast 30 år gammal.
Laura Piranesi fortsatte och fullbordade tillsammans med sina bröder Fransesco Piranesi och Pietro Piranesi sin fars publikationer och utgav även nya publikationer av hans plåtar. Efter faderns död 1778 utgav brodern Francesco nya upplagor av de äldre verken, utökade med nya etsningar, av vilka flera var efter teckningar av den franske konstnären Louis Jean Desprez. Francesco Piranesi fortsatte sin serie av gravyrer som representerar monument och antika tempel. Han arbetade under en lång tid i Napoleons tjänst i Paris i Frankrike, dit han senare övergick, och där han bodde under den franska revolutionen. Kopparsticken av fadern Giovanni Battista Piranesi och brodern Fransesco Piranesi utgör tillsammans 2.000 blad. En första utgåva av ett kopparsticksverk, Monuments du Musée Napoléon, gavs ut i Paris i 4 band åren 1804–1807, av Piranesis söner.

## Jämförande bilder
Bilder som visar hur Laura Piranesi utförde sina etsningar i jämförelse med sin far Giovanni Battista Piranesi (1720-1778) och den italienske gravören Giuseppe Vasi (1710-1782). Giuseppe Vasi publicerade 10 volymer med sammanlagt 240 gravyrer med vyer över Rom och dess monument mellan åren 1746 och 1761.

### Hadrianustemplet

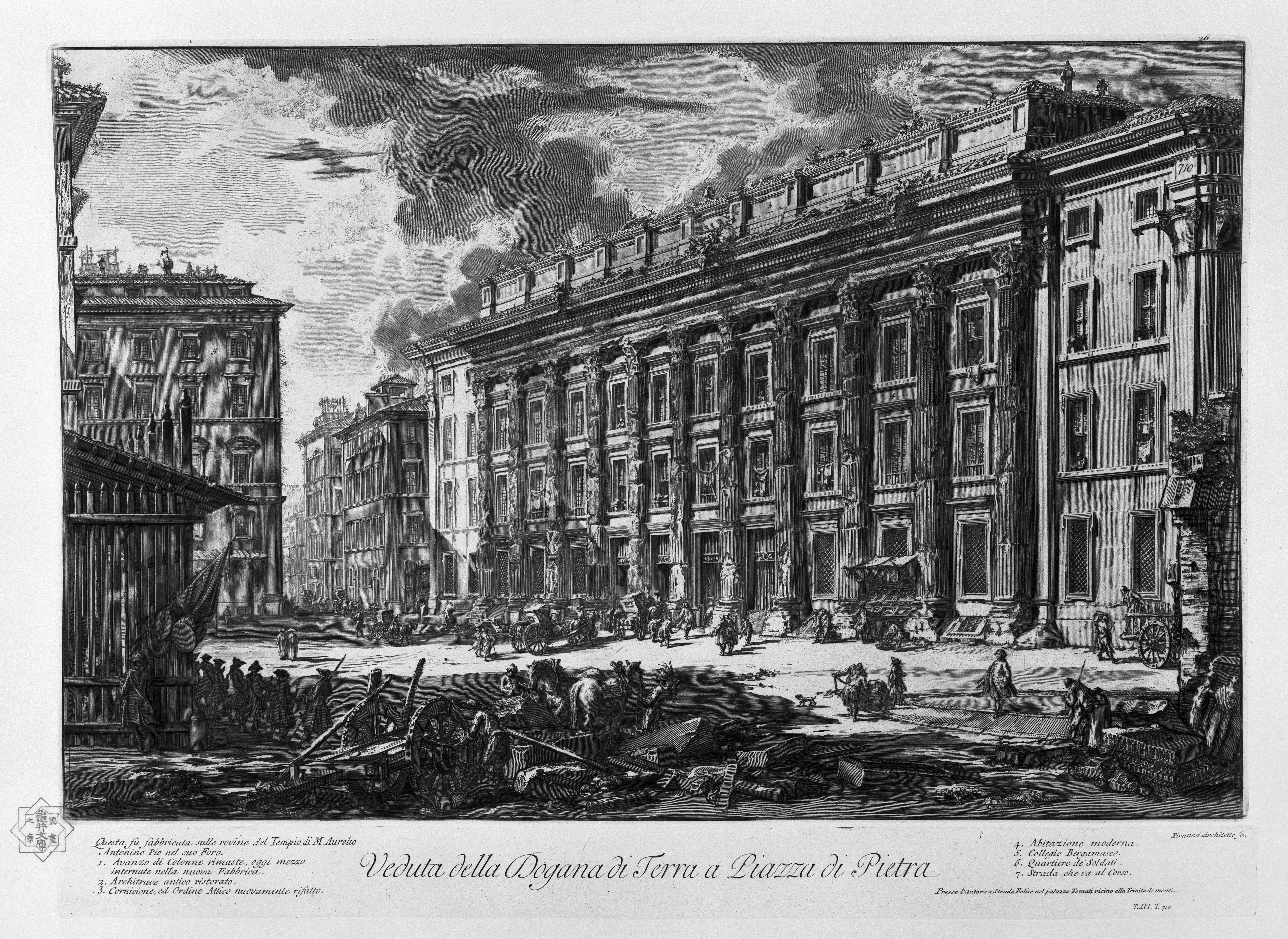
Giovanni Battista Piranesi, Vedute di Roma: Veduta della Dogana di Terra a Piazza di Pietra, Hadrianeum eller Hadrianustemplet, omkring 1748-1774.
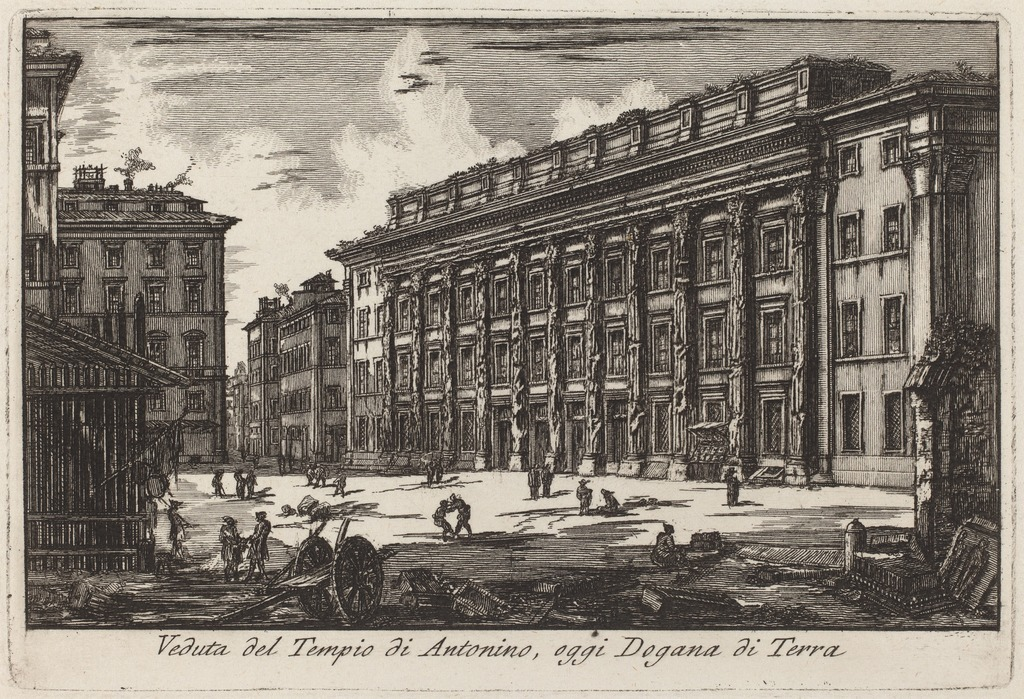
Laura Piranesi efter Giovanni Battista Piranesi, Vedute di Roma: Veduta del Tempio di Antonio, oggi Dogana di Terra, Hadrianustemplet, omkring 1780.
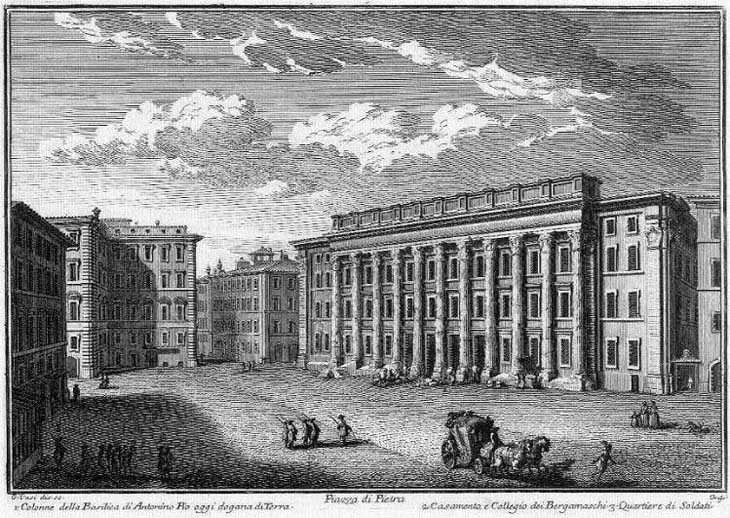
Giuseppe Vasi, vy över Piazza Pietra Rome med Hadrianustemplet, etsning från omkring 1750.
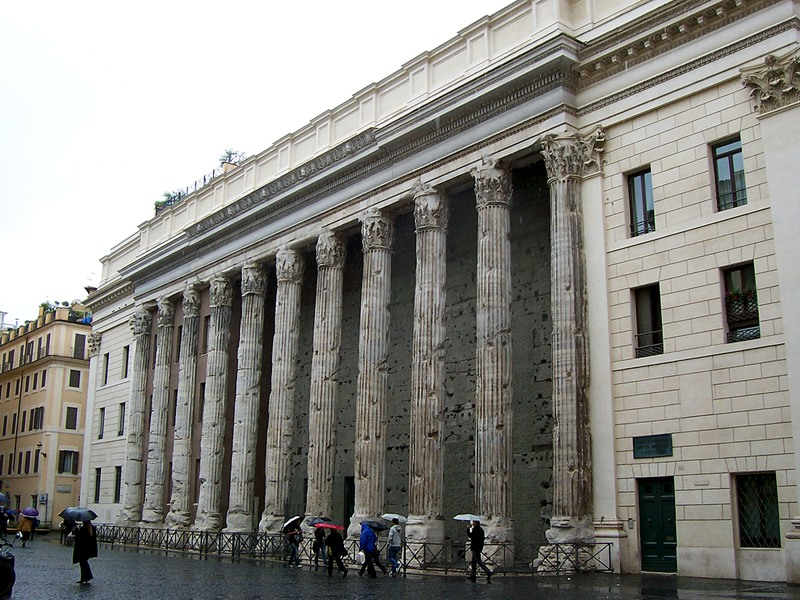
Nutida bild av Hadrianustemplet, Tempio di Adriano, i Rom med sina kvarvarande elva korintiska marmorkolonner.

### Titusbågen

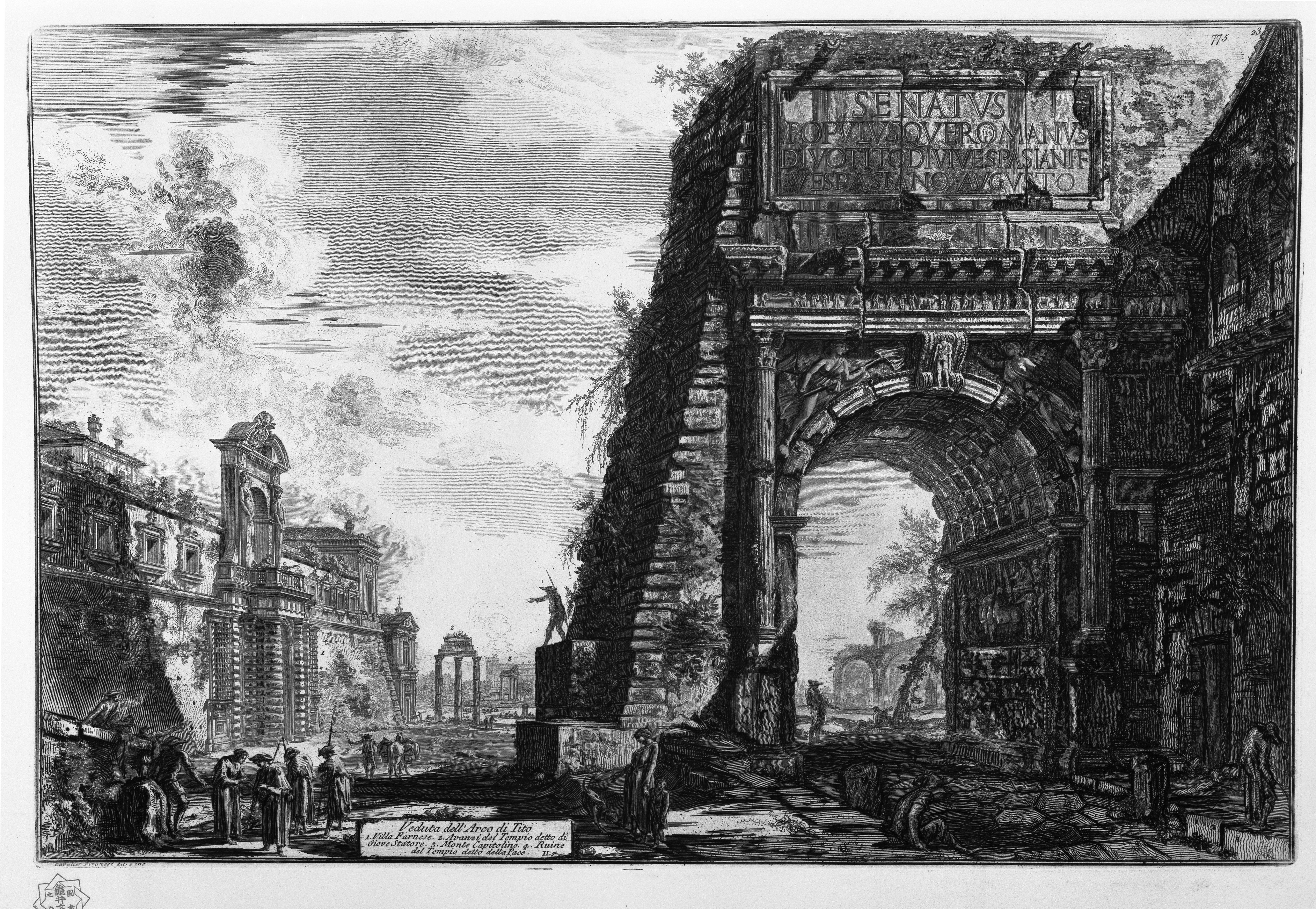
Giovanni Battista Piranesi, Vedute di Roma: Veduta dell'Arco di Tito, Titusbågen på Forum Romanum i Rom, omkring 1748-1774.
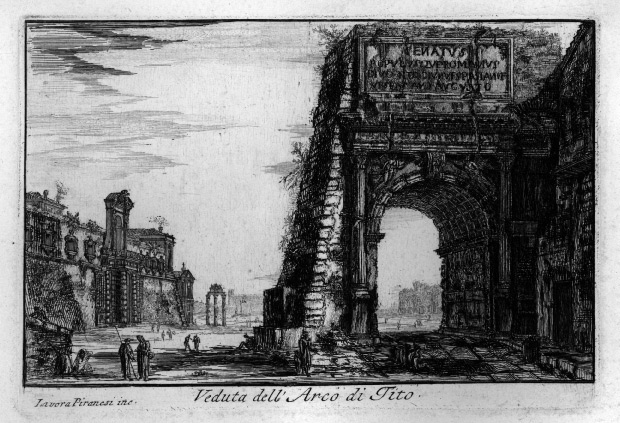
Laura Piranesi efter Giovanni Battista Piranesi, Vedute di Roma: Veduta dell'Arco di Tito, Titusbågen, en romersk triumfbåge belägen på Via Sacra på Forum Romanum i Rom, omkring 1780.
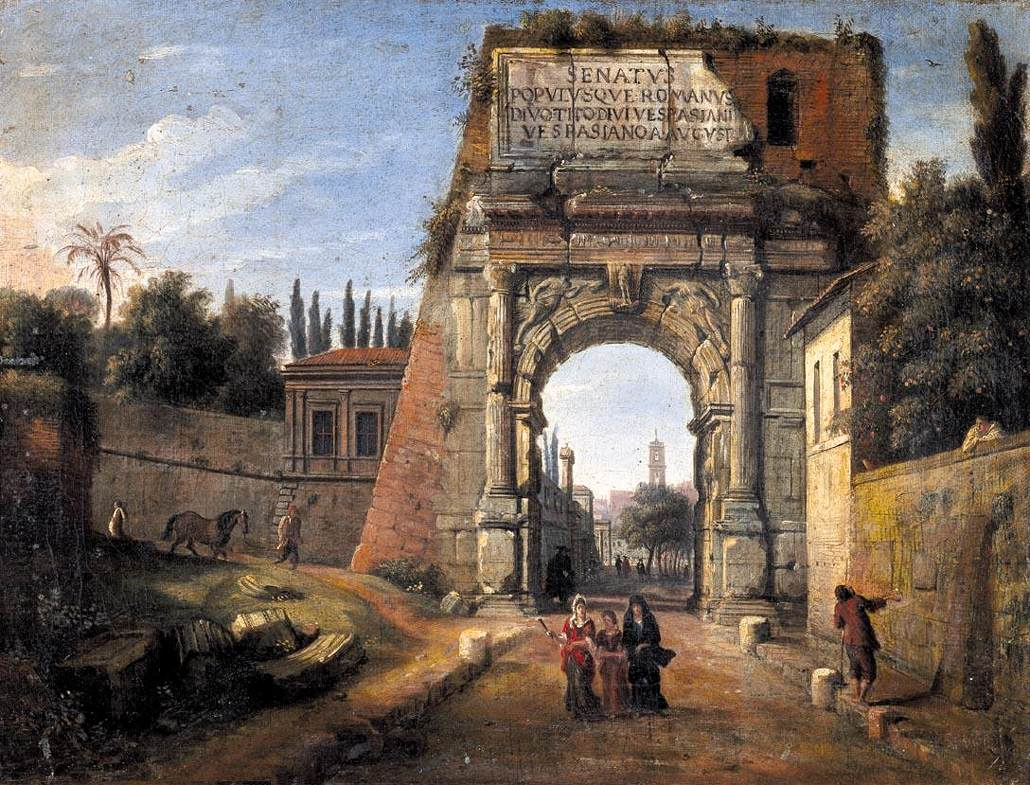
Titusbågen på en oljemålning av Gaspar van Wittel (1656-1736) från 1710.
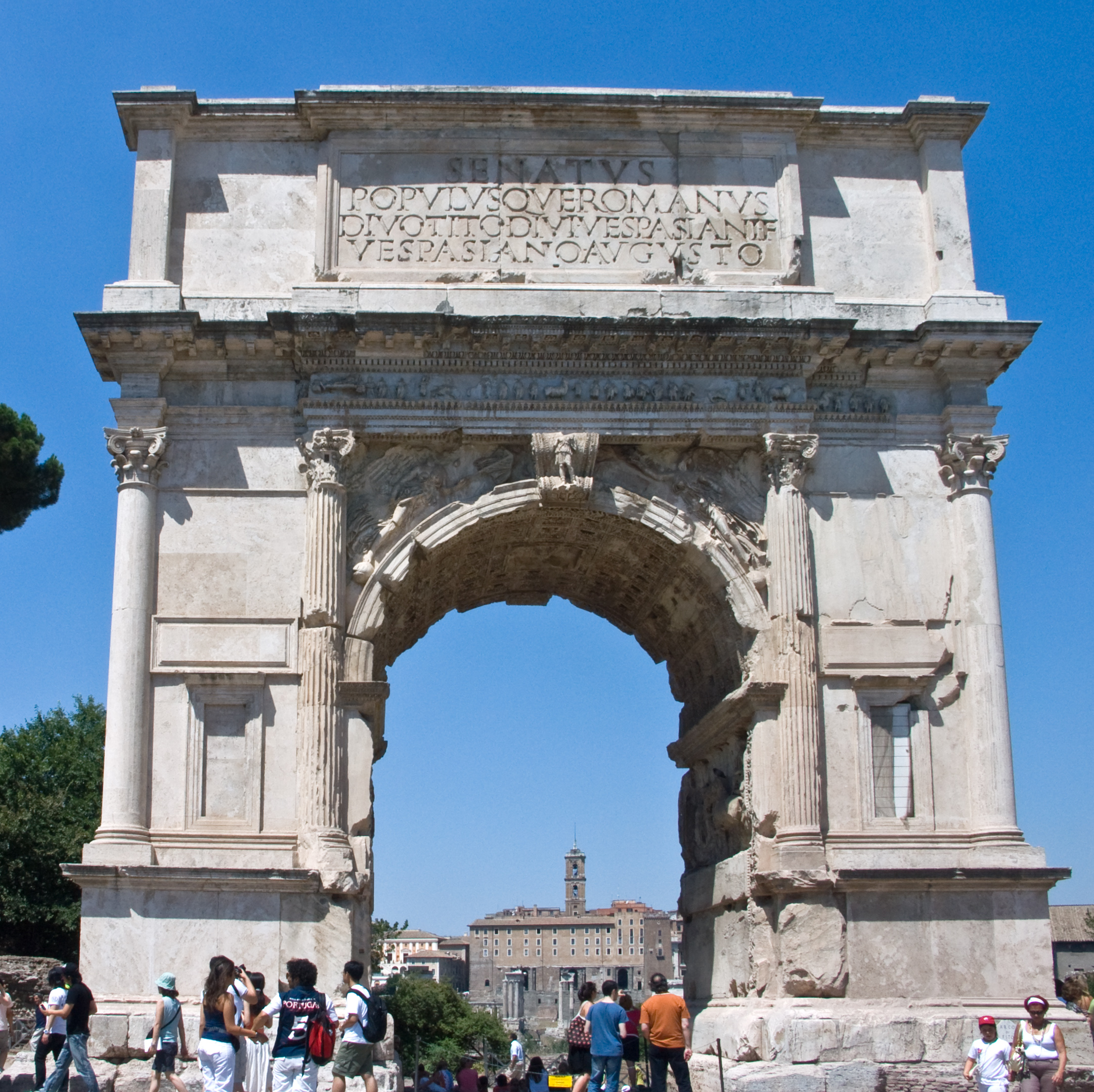
Nutida bild av Titusbågen, Arco di Tito, vid Forum Romanum i Rom.

## Urval av hennes verk

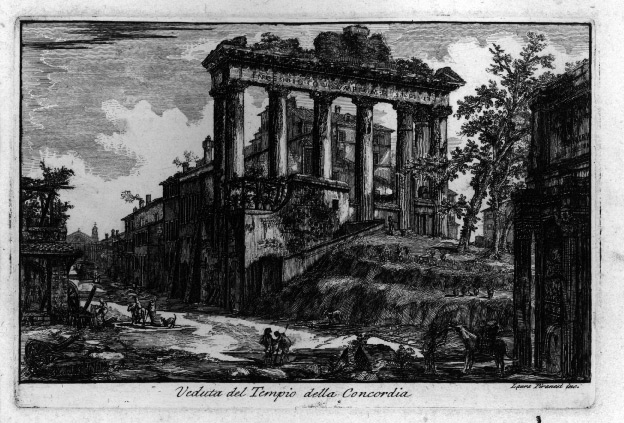
Veduta del Tempio della Concordia (Roma), Concordiatemplet, ett antikt tempel beläget på Forum Romanum i Rom.
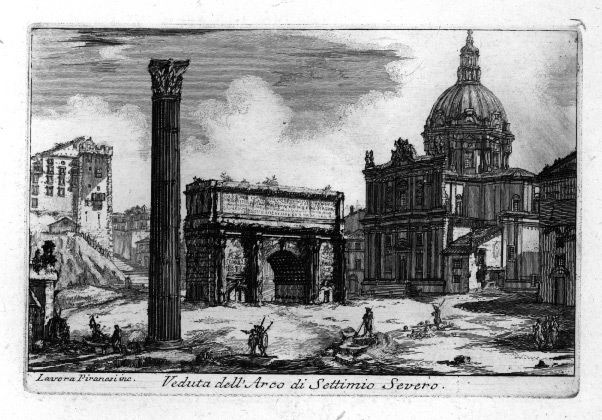
Veduta dell'Arco di Settimio Severo, Septimius Severusbågen, en triumfbåge uppförd på Forum Romanum i Rom.
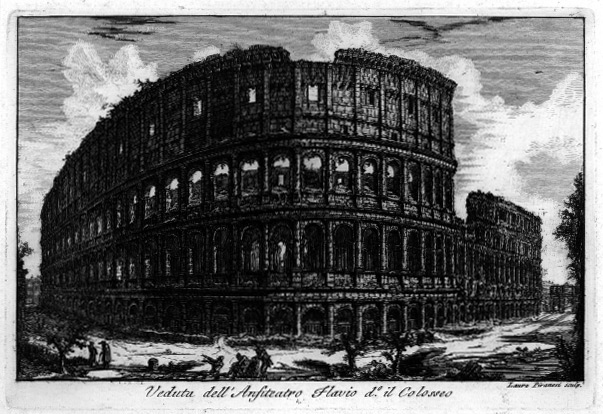
Veduta dell'Anfiteatro Flavio d.o il Colosseo, Colosseum eller Flaviska amfiteatern (latin: Amphitheatrum Novum eller Amphitheatrum Flavium, italienska: Anfiteatro Flavio eller Colosseo, en ellipsformad amfiteater i Rom.
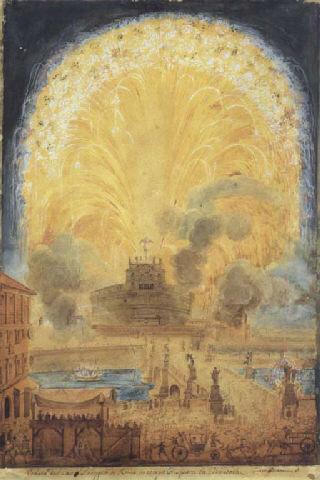
La girandola a Castel Sant' Angelo, Castel Sant'Angelo, befäst borg i centrala Rom. Det var ursprungligen den romerske kejsaren Hadrianus mausoleum.
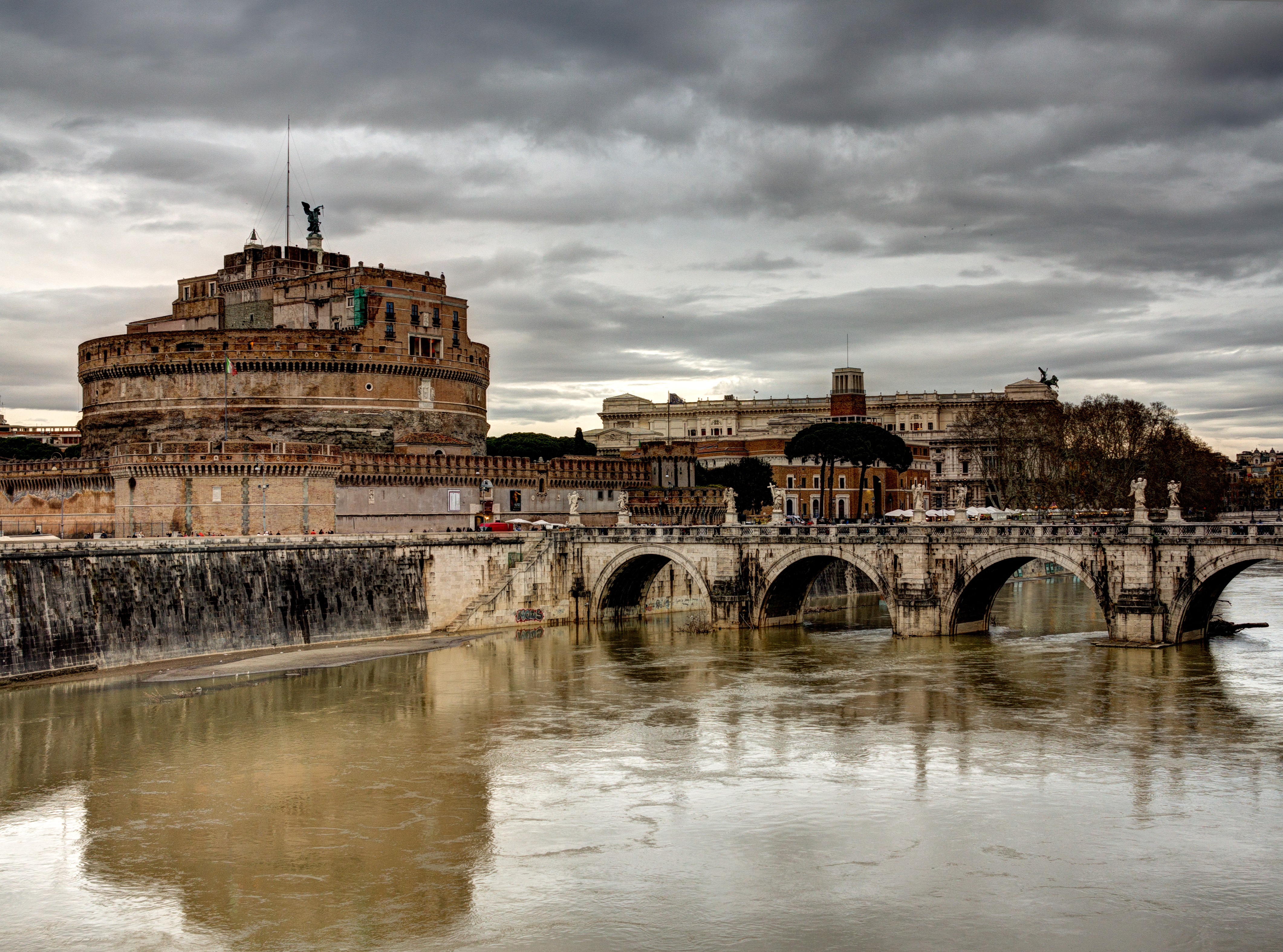
En nutida bild som visar Castel Sant'Angelo eller kejsar Hadrianus Mausoleum nära Vatikanstaten i Rom. Vy från bron  Ponte Vittorio Emanuele II i norr.

## Weblänkar
- Wikimedia Commons har media som rör Laura Piranesi.